# ملفوف

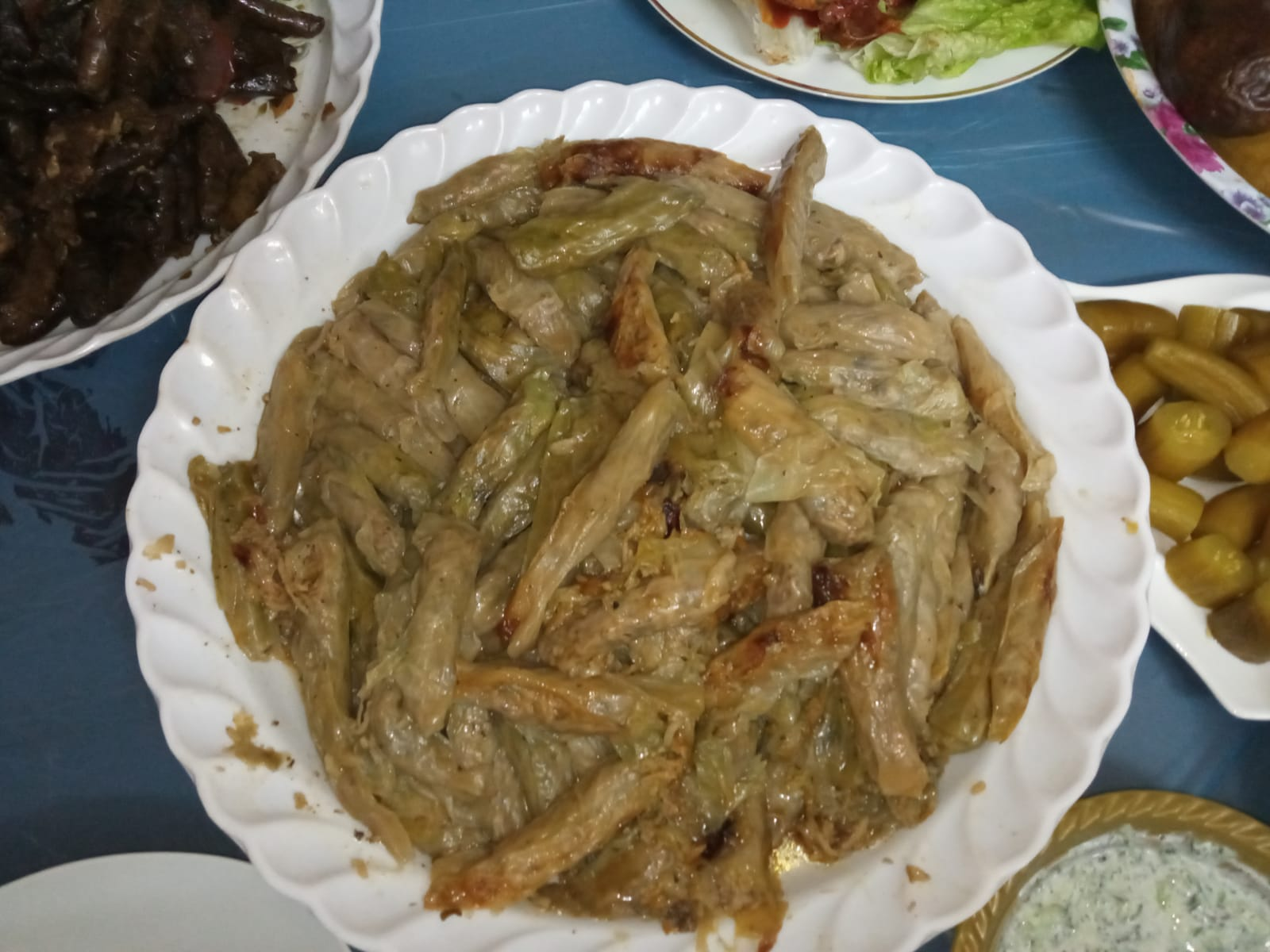
محشي الملفوف الفلسطيني

الملفوف ويسمى أيضًا الكرنب أو لخنة هو أحد الخضراوات الورقية التي تنمو في المغرب العربي، ونصف آسيا الجنوبي، وجنوب أوروبا وهو من الفصيلة الصليبية. اسمه العلمي (باللاتينية: Brassica oleracea var. capitata).

## المناخ
الملفوف من المحاصيل الشتوية وينمو في الجو البارد الرطب، وانسب درجة حرارة لإنبات البذور 29 م ولكن المجال الملائم للإنبات يتراوح من 7-35 م ويمكن للبذور أن في تنبت على درجة حرارة أقل من ذلك حتى (4 م) ولكن الإنبات يكون بطيئًا. يمكن لشتلات الملفوف المؤقلمة جيدًا أن تتحمل درجة حرارة من (-6 إلى-8 م) لمدة قصيرة. ويلزم لنمو نباتات الملفوف درجات حرارة معتدلة نسبيا, تميل إلى الدفء في المراحل الأولى من النمو الخضري (24-26 م) ودرجات حرارة حرارة معتدلة تميل إلى البرودة (15-20 م) في النصف الثاني من حياة النبات وهي مرحلة تكوين الرؤوس. ويؤدي ارتفاع درجة الحرارة إلى تكوين رؤوس صغيرة الحجم، وغير مندمجة. وإذا تعرضت النباتات بعد تخطيها مرحلة الحداثة (تكون في مرحلة الورقة الحقيقية السابعة أو الثامنة وتكون عادة بعمر 5-6 أسابيع من زراعة البذور) إلى درجة حرارة منخفضة (أقل من 10 م) ولمدة 5-6 أسابيع، تتجه للإزهار المبكر. وتستعمل هذه الظاهرة في حالة الرغبة في الحصول على البذور بدلاً من الرؤوس.

## المعلومات الغذائية
يحتوي كل 100غ من الملفوف بحسب وزارة الزراعة الأميركية على المعلومات الغذائية التالية :
- السعرات الحرارية: 25
- الدهون: 0.10
- الكاربوهيدرات: 5.80
- الألياف: 2.5
- السكر: 3.20
- البروتينات: 1.28